# Ardasches Harutünjan

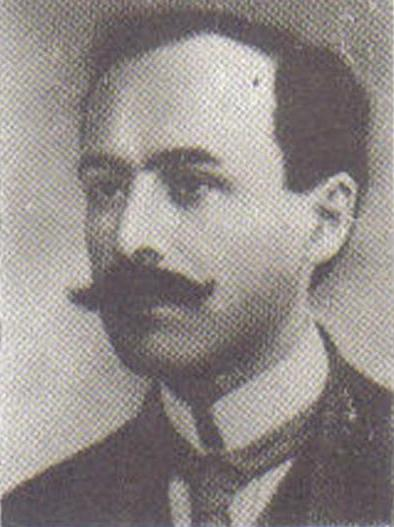
Porträt von Ardasches Harutünian

Ardasches Harutünjan (westarmenisch Արտաշես Յարութիւնեան, ostarmenisch Արտաշես Հարությունյան Artasches Harutjunjan; Pseudonyme Manischak, Ban, Schahen-Garo und Garo, * 1873 in Malkara, Osmanisches Reich; † 16. August 1915 in İzmit) war ein armenischer Schriftsteller, Übersetzer aus dem Französischen und Literaturkritiker. Er fiel dem Völkermord an den Armeniern zum Opfer.
Harutünjan wurde in Malkara nahe Tekirdağ geboren und lebte seit 1912 in Istanbul, wo er als Lehrer arbeitete und für armenische Zeitungen schrieb. Seinen ersten Gedichtband Lkuads Knar/Լքուած քնար („verlassene Leier“) veröffentlichte Harutjunjan im Jahre 1902. Die nächsten beiden Sammelwerke, Երկունք/Jergunk („Geburt“) und Nor Knar/Նոր քնար („neue Leier“), wurden 1906 bzw. 1912 veröffentlicht. Er war einer der ersten Literaturkritiker von zeitgenössischen armenischen Poeten wie Misag Medzarents, Taniel Varuschan und Siamanto.
Er wurde am 28. Juli 1915 in Üsküdar festgenommen und auf der Polizeiwache misshandelt. Als sein Vater ihn besuchen wollte, wurde dieser ebenfalls inhaftiert. Vater und Sohn wurden zusammen mit 26 weiteren Armeniern nach İzmit gebracht und in der armenischen Kirche festgehalten, die als Gefängnis genutzt wurde. Am 16. August 1915 wurden sie nahe Derbent getötet.
Nach Ardasches Harutünjans Tod wurden seine Gedichte in Paris (1937) und Jerewan (1968) veröffentlicht. Das Hauptthema von Harutjunjans Poesie war Liebe, Romantik und Humanismus („Der Vagabund in der Nacht“, „Morgendämmerung“, „Fenster“).